# Lista celor mai înalte faruri din lume

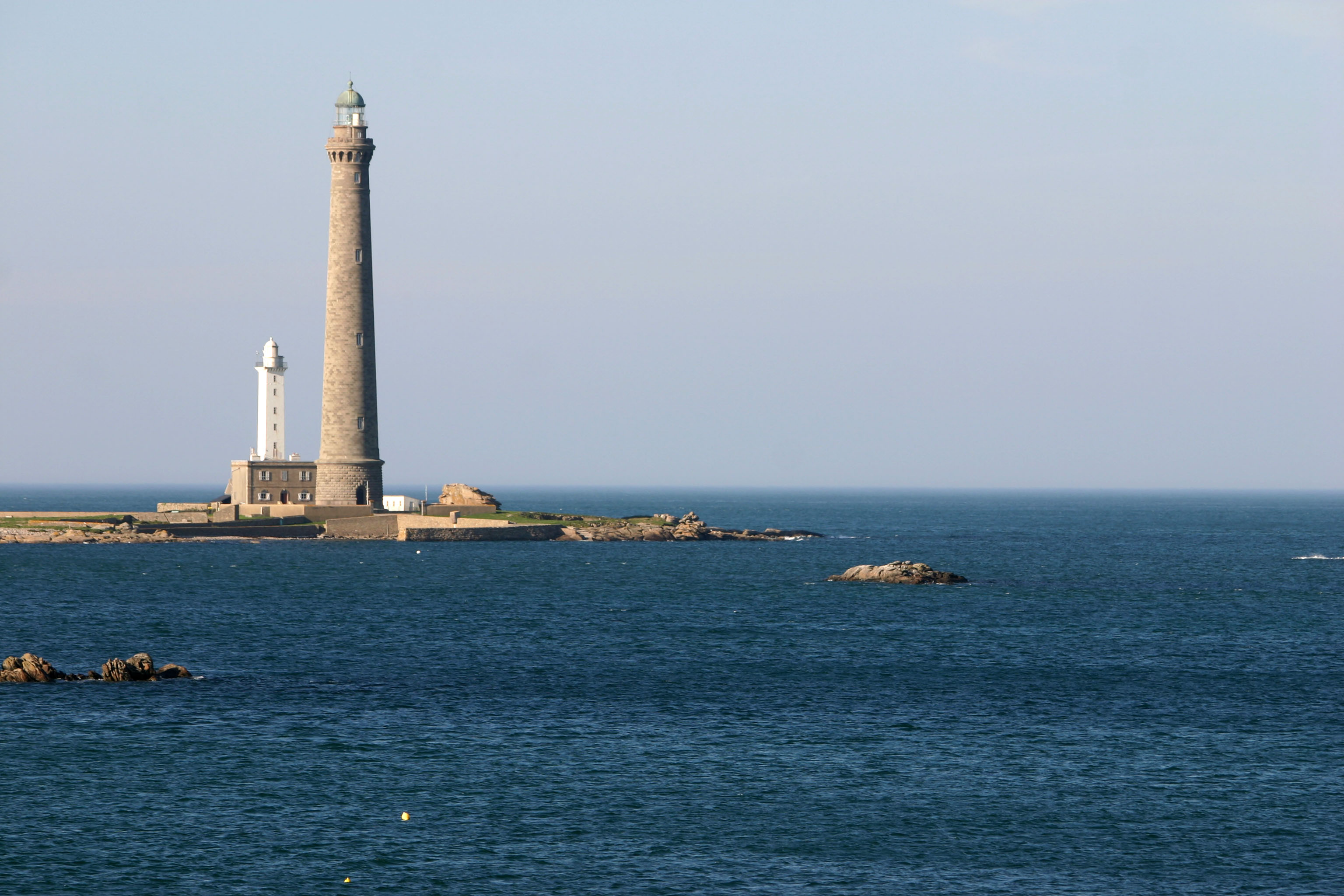
Cel mai înalt far din lume: Phare de l'île Vierge din Franța

Lista celor mai înalte faruri din lume prezintă cele mai înalte construcții din lume destinate în mod special utilizării ca repere de navigație (faruri). Tabelul include faruri tradiționale cu o înălțime de peste 50 de metri. Un „far tradițional” este o structură construită de autoritățile responsabile de siguranța navigației în scopul asigurării securității transportului maritim. În tabel nu sunt incluse structuri precum Yokohama Marine Tower, Memorialul Perry sau Statuia Libertății, care poartă lumini de navigație, dar nu au fost construite în principal ca faruri, aceste structuri fiind incluse într-o secțiune separată.
Ordinea în tabel este descrescătoare, în funcție de înălțimea structurală.

## Lista celor mai înalte faruri din lume
| Nume                                                                                               | Material                                                 | Imagine | Înălțime (m) | Nr. trepte | Locație                                  | Țară               | An   | Observații | Note                 |
| |                                                          |         |              |            |                                          |                    |      | |                      |
| -------------------------------------------------------------------------------------------------- | -------------------------------------------------------- | ------- | ------------ | ---------- | ---------------------------------------- | ------------------ | ---- | --- | -------------------- |
| Phare de l'île Vierge                                                                              | piatră (granit)                                          |         | 82,5         | 397        | Finistère                                | Franța             | 1902 | Cel mai înalt far tradițional din lume                                                                            | [ 1 ] [ 2 ]          |
| Lanterna di Genova                                                                                 | piatră                                                   |         | 77           | 365        | Genova                                   | Italia             | 1543 | Cel mai înalt far de la Marea Mediterană                                                                          | [ 3 ]                |
| Phare de Gatteville                                                                                | piatră (granit)                                          |         | 75           | 365        | Gatteville-le-Phare                      | Franța             | 1835 | | [ 4 ]                |
| Lesnoi Mol Stvornîi Zadni (în rusă Лесной Мол Створный Задний)                                     | metal                                                    |         | 73           |            | Sankt Petersburg                         | Rusia              | 1986 | Cel mai înalt far din Rusia                                                                                       | [ 5 ]                |
| Mù lán tóu dēngtǎ (în chineză: 木栏头灯塔)                                                         | beton                                                    |         | 72           |            | Hainan                                   | China              | 1995 | Cel mai înalt far din Asia                                                                                        | [ 6 ]                |
| Báishā mén dēngtǎ (în chineză: 白沙门灯塔)                                                         | beton                                                    |         | 72           |            | Hainan                                   | China              | 2000 | | [ 7 ]                |
| Phare de Planier                                                                                   | piatră                                                   |         | 71,66        |            | Marsilia                                 | Franța             | 1959 | | [ 8 ]                |
| Novo Farol do Mucuripe                                                                             | beton                                                    |         | 71,1         |            |                                          | Brazilia           | 2017 | Cel mai înalt far din America                                                                                     | [ 9 ]                |
| Storojenski maiak (în rusă Стороженский маяк)                                                      | piatră                                                   |         | 71           | 399        | Lacul Ladoga                             | Rusia              | 1911 | | [ 5 ]                |
| Faro di Punta Penna                                                                                | beton                                                    |         | 70           | 307        | Vasto                                    | Italia             | 1906 | | [ 10 ]               |
| Osinovețki maiak (în rusă Осиновецкий маяк)                                                        | piatră                                                   |         | 70           | 366        | Lacul Ladoga                             | Rusia              | 1910 | | [ 11 ] [ 12 ]        |
| Faro della Vittoria                                                                                | piatră                                                   |         | 67,85        | 285        | Trieste                                  | Italia             | 1927 | | [ 13 ] [ 14 ]        |
| Latarnia Morska Świnoujście                                                                        | cărămidă                                                 |         | 67,7         | 308        | Świnoujście                              | Polonia            | 1857 | Cel mai înalt far din cărămidă din lume, cel mai înalt far din Polonia                                            | [ 15 ]               |
| Neuer Leuchtturm Wangerooge                                                                        | beton armat                                              |         | 67,2         |            | Wangerooge                               | Germania           | 1969 | | [ 16 ]               |
| Phare de Cordouan                                                                                  | piatră                                                   |         | 67           | 311        | Gironde                                  | Franța             | 1611 | | [ 17 ]               |
| Faro Recalada a Bahía Blanca                                                                       | cadru metalic                                            |         | 67           | 331        | Monte Hermoso, Provincia Buenos Aires    | Argentina          | 1906 | Cel mai înalt far din emisfera sudică                                                                             | [ 18 ] [ 19 ]        |
| Leuchtturm Campen                                                                                  | cadru metalic                                            |         | 65,3         | 320        | Campen, Frislanda de Est                 | Germania           | 1891 | Cel mai înalt far din Germania, pe râul Ems                                                                       | [ 20 ] [ 21 ] [ 22 ] |
| Phare d'Eckmühl                                                                                    | piatră (granit)                                          |         | 65           | 307        | Penmarc'h, Finistère                     | Franța             | 1897 | | [ 23 ]               |
| Phare des Roches-Douvres                                                                           | piatră (granit)                                          |         | 65           |            | Côtes-d'Armor                            | Franța             | 1954 | | [ 24 ]               |
| Voslapp Oberfeuer                                                                                  | beton                                                    |         | 64,6         |            | Wilhelmshaven                            | Germania           | 1962 | | [ 25 ]               |
| Adjîholskîi maiak (în ucraineană Аджигольський маяк)                                               | cadru metalic                                            |         | 64           |            | Herson                                   | Ucraina            | 1911 | Cel mai înalt far din Ucraina, distrus în urma bombardamentelor rusești în iulie 2022                             | [ 26 ] [ 27 ]        |
| Phare de la Coubre                                                                                 | beton                                                    |         | 64           | 300        | La Tremblade                             | Franța             | 1905 | | [ 28 ]               |
| Vuurtoren Kijkduin                                                                                 | cadru metalic                                            |         | 63,45        | 284        | Huisduinen, Olanda de Nord               | Țările de Jos      | 1878 | | [ 29 ]               |
| Leuchtturm Oberfeuer Blankenese                                                                    | beton                                                    |         | 62,25        |            | Hamburg-Nienstedten                      | Germania           | 2020 | | [ 30 ]               |
| Kustlicht Maasvlakte                                                                               | beton                                                    |         | 62           | 295        | Maasvlakte, Olanda de Sud                | Țările de Jos      | 1974 | Cel mai înalt far din Țările de Jos, inactiv                                                                      | [ 31 ] [ 32 ]        |
| Faro di Punta San Cataldo                                                                          | piatră                                                   |         | 62           | 380        | Bari                                     | Italia             | 1869 | | [ 33 ] [ 34 ]        |
| Faro de Chipiona                                                                                   | piatră                                                   |         | 62           | 322        | Chipiona                                 | Spania             | 1867 | Cel mai înalt far din Spania                                                                                      | [ 35 ] [ 36 ]        |
| Farol de Aveiro                                                                                    | piatră                                                   |         | 62           | 271        | Aveiro                                   | Portugalia         | 1893 | Cel mai înalt far din Portugalia                                                                                  | [ 37 ] [ 38 ]        |
| Farol do Calcanhar                                                                                 | beton armat                                              |         | 62           | 298        | Touros                                   | Brazilia           | 1943 | Cel mai înalt far din Brazilia                                                                                    | [ 39 ]               |
| Faro El Rincón                                                                                     | beton                                                    |         | 62           |            | Peninsula Verde, Provincia Buenos Aires  | Argentina          | 1925 | | }}</ref>             |
| Phare du Risban (Dunkerque)                                                                        | cărămidă                                                 |         | 60,6         | 270        | Dunkerque                                | Franța             | 1843 | | [ 41 ]               |
| Cape Hatteras Lighthouse                                                                           | cărămidă                                                 |         | 60,5         | 269        | Hatteras Island, North Carolina          | Statele Unite      | 1870 | | [ 42 ]               |
| Großer Leuchtturm Borkum                                                                           | cărămidă                                                 |         | 60,2         | 315        | Borkum                                   | Germania           | 1879 | | [ 43 ]               |
| Phare de l'Île aux Prunes (Nosy Alagnagna)                                                         | beton                                                    |         | 60           |            | Regiunea Atsinanana                      | Madagascar         | 1932 | Cel mai înalt far din Africa                                                                                      | [ 44 ]               |
| Pulau Bojo                                                                                         | cadru metalic                                            |         | 60           |            | Pulau Bojo, Sumatra                      | Indonezia          | 1883 | | [ 45 ]               |
| Farul vechi Port Said (în arabă فنار بورسعيد القديم, transliterat: fanar bursaeid alqadim)         | beton armat                                              |         | 59           |            | Port Said                                | Egipt              | 1860 | Inactiv | [ 46 ]               |
| Faro Punta Médanos                                                                                 | cadru metalic                                            |         | 59           |            | Punta Médanos, Provincia Buenos Aires    | Argentina          | 1893 | | [ 47 ]               |
| Faro Isla de Lobos                                                                                 | beton                                                    |         | 59           |            | Isla de Lobos, Departamentul Maldonado   | Uruguay            | 1907 | | [ 48 ]               |
| Faro de Morro Jable                                                                                | beton                                                    |         | 59           |            | Fuerteventura                            | Spania             | 1991 | | [ 49 ]               |
| Miķeļbāka (Miķeļtornis)                                                                            | beton                                                    |         | 59           |            | Miķeļtornis, Curlanda                    | Letonia            | 1957 | Cel mai înalt far din Țările Baltice                                                                              | [ 50 ]               |
| Farul de aterizare Constanța                                                                       | beton                                                    |         | 58           |            | Constanța                                | România            | 1960 | Cel mai înalt far din România                                                                                     | [ 51 ]               |
| Mercusuar di Cikoneng (Anyer)                                                                      | cadru metalic                                            |         | 58           |            | Cikoneng, Insula Java                    | Indonezia          | 1885 | Instalat în locul unui far mai vechi distrus de un tsunami                                                        | [ 52 ]               |
| Faro San Antonio                                                                                   | cadru metalic                                            |         | 58           | 298        | Cabo San Antonio, Provincia Buenos Aires | Argentina          | 1892 | În interiorul tubului se găsește o scară în spirală și este dotat cu lift exterior cu o capacitate de 12 persoane | [ 53 ]               |
| Mercusuar di Tanjung Cukuhbalambing (Vlakken Hoek)                                                 | cadru metalic                                            |         | 58           |            | Tanjung Cukuhbalambing, Lampung          | Indonezia          | 1880 | | [ 54 ] [ 55 ]        |
| Cape Charles Lighthouse                                                                            | cadru metalic                                            |         | 58           |            | Insula Smith, Virginia                   | Statele Unite      | 1895 | Al doilea cel mai înalt far din Statele Unite, inactiv                                                            | [ 56 ]               |
| Vuurtoren van Oostende (Lange Nelle)                                                               | beton, cărămidă                                          |         | 57,5         |            | Oostende                                 | Belgia             | 1949 | | [ 57 ]               |
| Phare des Baleines                                                                                 | piatră (calcar)                                          |         | 57           | 250        | Île de Ré                                | Franța             | 1854 | | [ 58 ]               |
| Mabian Zhou Range Rear                                                                             | beton                                                    |         | 57           |            | Guangdong                                | China              |      | | [ 59 ]               |
| Pulau Lengkuas                                                                                     | cadru metalic                                            |         | 57           |            | Insula Langkuas                          | Indonezia          | 1883 | | [ 60 ]               |
| Phare des Héaux de Bréhat                                                                          | piatră                                                   |         | 56,6         |            | Île de Bréhat                            | Franța             | 1840 | | [ 61 ]               |
| Balje Oberfeuer                                                                                    | beton                                                    |         | 56,2         |            | Balje                                    | Germania           | 1979 | | [ 62 ]               |
| Faro de Maspalomas                                                                                 | piatră                                                   |         | 56           |            | Gran Canaria                             | Spania             | 1885 | Al treilea cel mai înalt far din Spania                                                                           | [ 63 ]               |
| Vuurtoren Ameland                                                                                  | cadru metalic                                            |         | 55,3         |            | Ameland                                  | Țările de Jos      | 1881 | | [ 64 ]               |
| Farul Ras al-Tin (în arabă فنار رأس التين, transliterat: fanar ras altiyn)                         | piatră                                                   |         | 55           |            | Alexandria                               | Egipt              | 1848 | | [ 65 ]               |
| Phare Amédée                                                                                       | cadru metalic                                            |         | 55           |            | Insula Amédée                            | Noua Caledonie     | 1865 | | [ 66 ]               |
| Phare de Créac'h                                                                                   | piatră (granit)                                          |         | 54,8         |            | Ouessant                                 | Franța             | 1863 | Cel mai puternic far din Europa                                                                                   | [ 67 ]               |
| Faro Claromecó                                                                                     | beton                                                    |         | 54           | 278        | Claromecó, Provincia Buenos Aires        | Argentina          | 1922 | | [ 68 ]               |
| Faro Querandí                                                                                      | beton                                                    |         | 54           | 276        | Villa Gesell, Provincia Buenos Aires     | Argentina          | 1922 | | [ 69 ]               |
| Leuchtturm Norderney                                                                               | cărămidă                                                 |         | 53,57        |            | Norderney                                | Germania           | 1874 | | [ 70 ]               |
| Ponce de Leon Inlet Light                                                                          | cărămidă                                                 |         | 53           |            | Central Florida                          | Statele Unite      | 1887 | | [ 71 ]               |
| Grand phare de l'île de Sein                                                                       | beton armat                                              |         | 52,9         |            | Île-de-Sein                              | Franța             | 1852 | | [ 72 ]               |
| Vuurtoren Brandaris (Terschelling)                                                                 | piatră                                                   |         | 52,5         |            | Terschelling                             | Țările de Jos      | 1594 | Cel mai vechi far din Țările de Jos                                                                               | [ 73 ]               |
| Barnegat Lighthouse                                                                                | cărămidă                                                 |         | 52,5         | 217        | New Jersey                               | Statele Unite      | 1859 | Al treilea cel mai înalt far din cărămidă din Statele Unite                                                       | [ 74 ] [ 75 ]        |
| Phare de Goulphar (Belle-Île)                                                                      | piatră (granit)                                          |         | 52,25        |            | Bangor, Belle-Île-en-Mer                 | Franța             | 1836 | | [ 76 ]               |
| Kronștadtskie (Nikolaevskie) stvornîe maiaki (în rusă Кронштадтские (Николаевские) створные маяки) | beton                                                    |         | 52           |            | Kronștadt                                | Rusia              | 1915 | | [ 77 ] [ 78 ]        |
| Sõrve tuletorn                                                                                     | beton                                                    |         | 52           |            | Sääre, Saaremaa                          | Estonia            | 1960 | | [ 79 ]               |
| Phare de la Hague                                                                                  | piatră (granit)                                          |         | 52           |            | La Hague, Manche                         | Franța             | 1837 | | [ 80 ]               |
| Pakri tuletorn                                                                                     | cărămidă                                                 |         | 52           | 275        | Peninsula Pakri, Comitatul Harju         | Estonia            | 1889 | Cel mai înalt far din Estonia                                                                                     | [ 81 ] [ 82 ]        |
| Faro de Colón (Punta Maternillos)                                                                  | cărămidă                                                 |         | 52           |            | Provincia Camagüey                       | Cuba               | 1894 | Cel mai înalt far din Cuba                                                                                        | [ 83 ] [ 84 ]        |
| Vuurtoren Westhoofd                                                                                | cărămidă                                                 |         | 52           |            | Goeree-Overflakkee, Olanda de Sud        | Țările de Jos      | 1885 | | [ 85 ] [ 86 ]        |
| Fanale di Livorno                                                                                  | piatră                                                   |         | 52           |            | Livorno                                  | Italia             | 1955 | | [ 87 ]               |
| Ievpatoriiskîi mîs (în ucraineană Євпаторійський мис)                                              | beton                                                    |         | 52           |            | Eupatoria, Crimeea                       | Ucraina            | 1965 | Cel mai înalt far de la Marea Neagră                                                                              | [ 88 ]               |
| Faro de Carapachibey                                                                               | beton                                                    |         | 52           |            | Isla de la Juventud                      | Cuba               | 1983 | | [ 89 ]               |
| Tossens Oberfeuer                                                                                  | beton                                                    |         | 52           |            | Tossens, Butjadingen                     | Germania           | 1988 | | [ 90 ] [ 91 ]        |
| Otterndorf Oberfeuer                                                                               | beton                                                    |         | 52           |            | Otterndorf                               | Germania           | 1986 | | [ 92 ] [ 93 ]        |
| Faro de Cabo de Palos                                                                              | piatră                                                   |         | 51           |            | Cabo de Palos, Cartagena                 | Spania             | 1865 | | [ 94 ] [ 95 ]        |
| Absecon Lighthouse                                                                                 | cărămidă                                                 |         | 51,5         | 228        | Atlantic City                            | Statele Unite      | 1857 | | [ 96 ] [ 97 ]        |
| Fire Island Lighthouse                                                                             | cărămidă                                                 |         | 51           |            | Saltaire, Long Island                    | Statele Unite      | 1858 | | [ 98 ] [ 99 ]        |
| Cape Henry Lighthouse                                                                              | cărămidă placată cu plăci metalice                       |         | 50           |            | Virginia                                 | Statele Unite      | 1881 | Primul far construit de guvernul federal din Statele Unite                                                        | [ 100 ] [ 101 ]      |
| Latarnia Morska Gąski                                                                              | cărămidă                                                 |         | 50           |            | Gąski, Voievodatul Pomerania Occidentală | Polonia            | 1878 | | [ 102 ]              |
| Vuurtoren Wester-Schouwen                                                                          | cărămidă                                                 |         | 50           |            | Nieuw Haamstede, Olanda de Sud           | Țările de Jos      | 1840 | | [ 103 ] [ 104 ]      |
| Mercusuar Tanjung Kalian                                                                           | piatră                                                   |         | 50           | 199        | Insula Bangka                            | Indonezia          | 1862 | | [ 105 ] [ 106 ]      |
| Mercusuar Sembilangan (Vuurtoren Madoera)                                                          | cadru metalic                                            |         | 50           |            | Insula Madura                            | Indonezia          | 1882 | | [ 107 ]              |
| Mercusuar di Pulau Damar Besar (Edam)                                                              | cadru metalic                                            |         | 50           |            | Insula Damar Besar                       | Indonezia          | 1881 | | [ 108 ]              |
| Farul Ra's Bir (în arabă منارة رأس بير, transliterat: manarat ras bir)                             | beton                                                    |         | 50           |            | Ra's Bir                                 | Djibouti           | 1952 | | [ 109 ] [ 110 ]      |
| Farul Sfântu Gheorghe                                                                              | cadru metalic, tablă inoxidabilă, plăci din policarbonat |         | 50           |            | Sfântu Gheorghe                          | România            | 1968 | | [ 111 ] [ 112 ]      |
| Yāntái shān dēngtǎ (în chineză: 烟台山灯塔)                                                        | beton                                                    |         | 50           |            | Yāntái, Shandong                         | China              | 1988 | Inactiv | [ 113 ]              |
| Faro de la Punta del Hidalgo                                                                       | beton                                                    |         | 50           |            | Insulele Canare                          | Spania             | 1992 | | [ 114 ]              |
| Phare de Dakhla (în arabă الداخلة, transliterat: aldaakhila)                                       |                                                          |         | 50           |            | Dakhla                                   | Sahara Occidentală |      | | [ 115 ]              |
| Watwick Point Beacon                                                                               | beton                                                    |         | 50           |            | Milford Haven, Țara Galilor              | Regatul Unit       |      | Cel mai înalt far din Regatul Unit                                                                                | [ 116 ]              |
| Nagapattinam Lighthouse                                                                            | beton                                                    |         | 50           |            | Nagapatnam                               | India              | 1923 | Cel mai înalt far din India                                                                                       | [ 117 ]              |

## Cele mai înalte construcții din lume cu rol de far
| Nume                                                          | Material        | Imagine | Înălțime (m) | Locație                  | Țară           | An   | Observații                                                                                     | Note    |
|                                                               |                 |         |              |                          |                |      |                                                                                                |         |
| ------------------------------------------------------------- | --------------- | ------- | ------------ | ------------------------ | -------------- | ---- | ---------------------------------------------------------------------------------------------- | ------- |
| Farul Jeddah (în arabă منارة جدة, transliterat: manarat jida) | oțel și beton   |         | 131,4        | Jeddah                   | Arabia Saudită | 1990 | Cea mai înaltă clădire cu rol de far din lume, găzduiește turnul de control al portului Jeddah | [ 118 ] |
| Perry's Victory and International Peace Memorial              | piatră (granit) |         | 107          | South Bass Island, Ohio  | Statele Unite  | 1915 | Cea mai înaltă clădire cu rol de far din America, monument                                     | [ 119 ] |
| Yokohama Marin Tawā (în japoneză 横浜マリンタワー)            | cadru metalic   |         | 106          | Yokohama                 | Japonia        | 1961 | Cea mai înaltă construcție cu rol de far din Asia                                              | [ 120 ] |
| Faro del Bicentenario                                         | beton armat     |         | 102          | Córdoba                  | Argentina      | 2011 | Cea mai înaltă construcție cu rol de far din America de Sud, monument                          | [ 121 ] |
| Palacio Barolo                                                | oțel și beton   |         | 100          | Buenos Aires             | Argentina      | 1923 | Clădire de birouri cu rol de far                                                               | [ 122 ] |
| Statuia Libertății (Statue of Liberty)                        | cupru           |         | 93           | Liberty Island, New York | Statele Unite  | 1886 | Monument cu rol de far                                                                         | [ 123 ] |
| Latarnia morska Gdańsk Nowy Port                              | beton armat     |         | 61           | Gdansk                   | Polonia        | 1984 | Singurul far cu lift din Polonia, găzduiește Căpitănia portului Gdańsk                         | [ 124 ] |